# D.C.: Da Capo
D.C.: Da Capo (яп. D.C. 〜ダ・カーポ〜 Да ка:по, сокращ. D.C., букв. «С начала») — японская эротическая игра-визуальный роман, разработанная компанией и выпущенная 28 июня 2002 года для персональных компьютеров сначала на CD, а 26 июля того же года — на DVD. В сентябре 2003 года в продажу вышла объединенная версия, содержащая CD- и DVD-игры.
Da Capo появилась на свет как серия коротких сюжетов, поставлявшихся вместе с дополненным изданием игры Suika — Archimedes no Wasuremono, но с тех пор была значительно дополнена различными персонажами и претерпела множество других изменений в разных версиях для PC и PlayStation 2. Действие происходит в современной Японии на вымышленном острове Хацунэдзима (яп. 初音島), где сакура постоянно находится в цвету. Суть игрового процесса Da Capo — завязывание романтических отношений с одним из шести женских персонажей. Сами разработчики определили жанр как «школьная романтическая адвенча» (яп. こそばゆい学園恋愛アドベンチャー кособаюи гакуэн рэнай адобэнтя:). В мае 2006 года был выпущен сиквел к игре Da Capo II, действие которого развивается спустя пятьдесят три года после событий оригинальной версии.
По мотивам игры было выпущено большое количество произведений: две серии манги, публиковавшиеся в 2003—2006 годах в журнале Comptiq Kadokawa Shoten, два аниме-сериала по 26 серий от разных анимационных студий (2003—2005), две радиопередачи, пять романов, четыре drama CD и один OVA-сериал.

## Версии
Игра была портирована на PlayStation 2 — эта версия, под названием Da Capo: The Origin (яп. 〜ダ・カーポ〜 ジ オリジン〜), вышла 14 февраля 2008 года. Та же игра с увеличенным количеством персонажей и сюжетных линий, но вырезанными эротическими сценами, вышла на PlayStation 2 30 октября 2003 года под названием Da Capo: Plus Situation (яп. 〜ダ・カーポ プラスシチュエーション〜). «Лучшая» версия — D.C.P.S. — появилась в продаже 14 июля 2005 года. 28 мая 2004 года Circus также выпустила ограниченный тираж D.C.P.S. с эротическими сценами — Da Capo: Plus Communication (яп. 〜ダ・カーポ〜 プラスコミュニケーション) для персональных компьютеров, а 4 июня 2004 года последовало обычное издание. D.C.: Da Capo была в очередной раз переиздана 16 декабря 2005 года как «gratitude pack» («пакет благодарности»), и 29 июня 2007 года для Windows Vista.
Существует также версия игры для женской аудитории — Da Capo: Girls Symphony..

## Персонажи
- Дзюнъити Асакура (яп. 朝倉 純一 Asakura Junichi) — главный герой Da Capo, учащийся старших классов в Академии Кадзами, управление которым принимает игрок. Дзюнъити достаточно ленив, обычно получает плохие отметки в школе, ворчлив и часто жалуется на окружающих, но не оставляет в беде друзей. Он обладает магическими способностями: может из собственных калорий создавать вагаси (японские сладости). Как и остальные персонажи, находящиеся под влиянием неувядающего дерева сакуры, Дзюнъити владеет магическим талантом видеть сны других людей. Также появляется в Da Capo II. В оригинальной версии игры игрок может выбрать герою имя. Не озвучен ни в каких вариантах Da Capo, кроме DVD-версии с вырезанными эротическими сценами.

Роль озвучивает Дзюн Фукуяма (drama CD), Мамико Ното (Дзюнъити в детстве, drama CD), Юки Тай (аниме), Рэко Такаги (Дзюнъити в детстве, аниме)
- Нэму Асакура (яп. 朝倉 音夢 Asakura Nemu) — ученица Академии Кадзами, впоследствии поступает в школу для медсестер. Сводная сестра Дзюнъити, втайне в него влюбленная и испытывающая сильное чувство ревности, когда другие девушки проявляют по отношению к герою симпатию.[5] В качестве украшения носит колокольчик, в детстве подаренный ей Дзюнъити. В плохом настроении превращается в антисоциальную и чрезвычайно вежливую «тайную Нэму» (яп. 裏音夢 ура Нэму), по выражению Дзюнъити. Очень плохо готовит, за что получила другое прозвище — «шеф-повар-убийца» (яп. 殺人シェフ сацудзин сэфу). Концовка игры с этим персонажем считается канонической и именно этот сюжет продолжается в Second Season и Da Capo II. Отомэ и Юми из D.C. II — внучки Нэму и Дзюнъити.

Роль озвучивает Канон Тории (PC), Сакура Ногава (аниме), Ото Агуми (Circusland I/D.C.P.K)
- Сакура Ёсино (яп. 芳乃 さくら Yoshino Sakura) — дальняя родственница и первая любовь Дзюнъити. Также появляется в Da Capo II. Живая и энергичная девушка маленького роста, в детстве уехавшая с родителями в США. Возвращается в начале игры Da Capo и переводится в Академию Кадзами. Иногда ходит вместе с котом по кличке Утамару (яп. うたまる). Будучи на два года старше главного героя, обращается к нему онии-тян (яп. お兄ちゃん, «старший брат»), объясняя это надеждой на то, что Дзюнъити будет вести себя соответствующе и станет защищать Сакуру. Несмотря на шумные признания в любви к японской культуре, в действительности мало знает о настоящих японцах и мыслит стереотипами, как иностранец. IQ Сакуры равен 180, но по-японски она пишет с ошибками. Унаследовала бабушкины магические способности.

Роль озвучивает Минами Хокуто (PC), Юкари Тамура (аниме/P.S.)
- Котори Сиракава (яп. 白河 ことり Shirakawa Kotori) — самая популярная ученица Академии Кадзами,[5] школьный «идол». Попав под влияния магической сакуры, Котори обрела способность читать мысли, но тщательно скрывает этот талант. Младшая сестра Коёми Сиракавы (яп. 白河 暦 Shirakawa Koyomi, озвучивает Комуги Нисида в PC-версии, Наоко Мацуи в аниме), классного руководителя Дзюнъити. Занимается пением, организовала любительскую группу вместе с подругами Канако Саэки (яп. 佐伯 加奈子 Saeki Kanako) и Томоко Морикава (яп. 森川 智子 Morikawa Tomoko). Становится подругой главного героя, потому что Дзюнъити — единственный мальчик в школе, не идеализировавший Котори. В первом сезоне аниме является его одноклассницей. В игре упоминается, что Котори была удочерена семьей Сиракава и является родственницей Саяки из игры Suika. В конце D.C.I.F. (Da Capo Innocent Finale) выходит замуж за Дзюнъити.

Роль озвучивает Юра Хината (PC), Юи Хориэ (аниме/P.S.)
- Мако Мидзукоси (яп. 水越 眞子 Mizukoshi Mako) — одноклассница Дзюнъити и подруга Нэму. Дочь директора местной больницы. Легко раздражается и часто ругает главного героя, а также ссорится с его лучшим другом Сугинами (яп. 杉並, озвучивает Син Адзума в PC-версии, Дайсукэ Кисио в аниме), эксцентричным отличником. Перемены проводит на крыше, обедая горячими блюдами со своей сестрой Моэ. Хорошая и старательная ученица, играет на флейте.[5] Мако популярна среди девочек.

Роль озвучивает Минами Нагасаки (PC), Юки Мацуока (аниме/P.S.)
- Моэ Мидзукоси (яп. 水越 萌 Mizukoshi Moe) — старшая сестра Мако, добрая, но рассеянная девочка. Играет на ксилофоне, но совершает много ошибок, несмотря на постоянные тренировки. Вместе с сестрой обедает на школьной крыше горячими блюдами, знает огромное количество различных рецептов и историю японской кухни. Разговаривает медленно и очень вежливо. Умеет спать на ходу и может заснуть в любое время, в том числе, во время экзамена, так как принимает под видом витаминов снотворное[5] в надежде увидеть во сне умершего друга — мальчика, который погиб под колесами автомобиля задолго до начала игры, перебегая через дорогу вместе с Моэ.

Роль озвучивает Химавари Нацуно (PC), Юи Ицуки (аниме/P.S.)
- Михару Амакасэ (яп. 天枷 美春 Amakase Miharu)

Роль озвучивает Хиёри Харуно (PC/W.S.), Румико Саса (после D.C.P.C.), Акэми Канда (аниме/P.S.)
- Мисаки (Ёрико) Сагисава (яп. 鷺澤 美咲 (頼子) Сагисава Мисаки (Ёрико))

Роль озвучивает Дзюнко Кусаянаги (PC), Мию Мацуки (аниме/P.S.)